# Quan hệ Campuchia – Hoa Kỳ

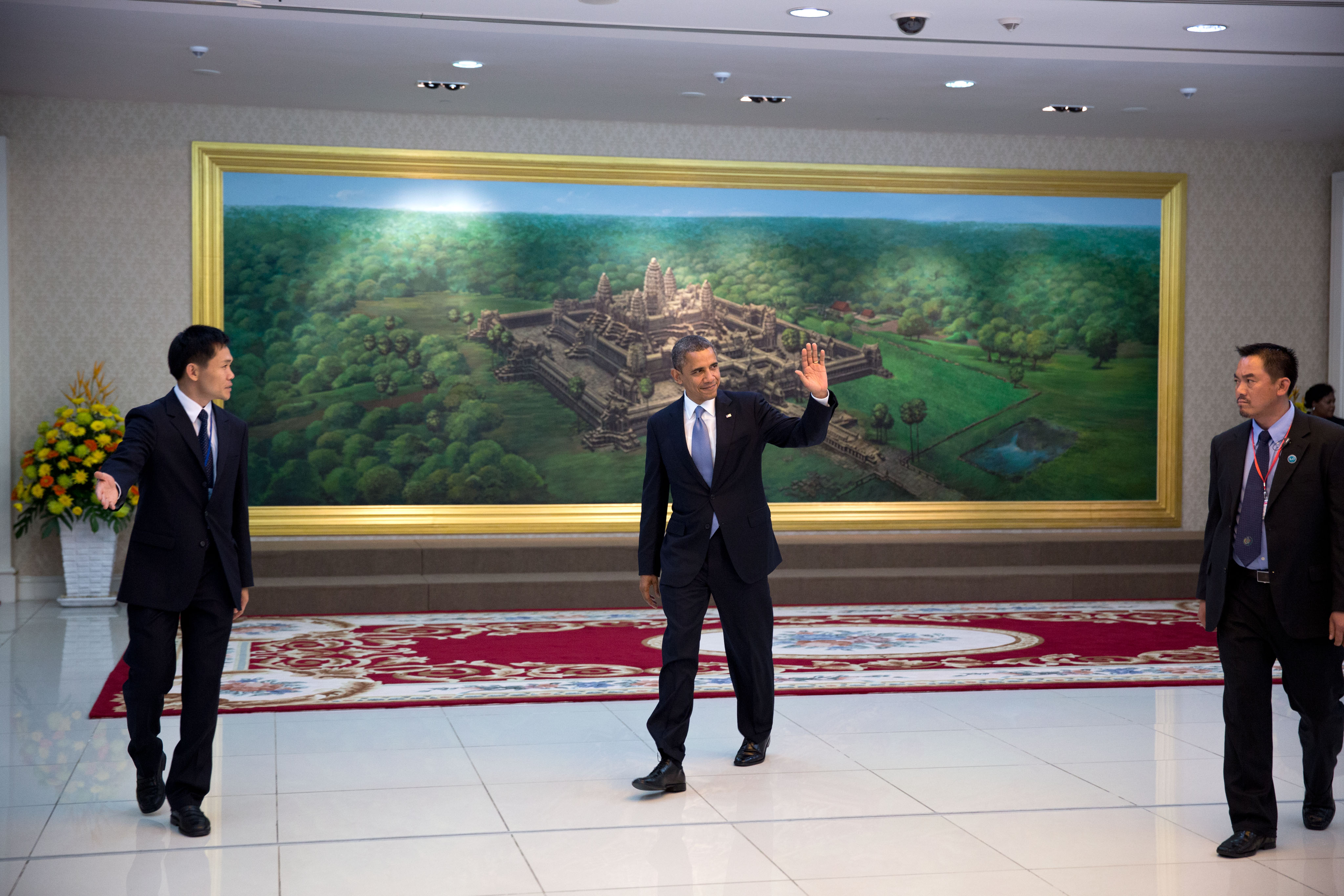
Barack Obama tới Campuchia năm 2012.

Quan hệ song phương giữa Hoa Kỳ và Campuchia, mặc dù căng thẳng trong suốt thời kỳ Chiến tranh Lạnh, đã tăng cường đáng kể trong thời hiện đại. Hoa Kỳ đã hỗ trợ Campuchia chống khủng bố, xây dựng các thể chế dân chủ, thúc đẩy nhân quyền, thúc đẩy phát triển kinh tế, xóa bỏ tham nhũng, đạt được mức tính toán đầy đủ nhất có thể cho những người Mỹ mất tích trong Chiến tranh Việt Nam / Chiến tranh của Mỹ và đưa ra công lý những người chịu trách nhiệm về những vi phạm nghiêm trọng luật nhân đạo quốc tế dưới chế độ Khmer Đỏ.
Theo một cuộc thăm dò của Gallup năm 2011, 68% người Campuchia tán thành hiệu quả công việc của Hoa Kỳ dưới thời Chính quyền Obama, với chỉ 7% không đồng ý, đây là ý kiến tích cực nhất đối với Hoa Kỳ trong toàn bộ các quốc gia châu Á-Thái Bình Dương đã được khảo sát. Trong một cuộc thăm dò của Gallup năm 2012, 62% người Campuchia tán thành sự lãnh đạo của Hoa Kỳ, với 8% không tán thành. Chuyến thăm của Tổng thống Barack Obama đến Phnôm Pênh năm 2012 đã đi vào lịch sử với tư cách là chuyến thăm đầu tiên của Tổng thống Hoa Kỳ tới Campuchia.